# Люперсола
Люперсо́ла (рос. Люперсола, марій. Нӧлпер) — присілок у складі Совєтського району Марій Ел, Росія. Входить до складу Кужмаринського сільського поселення.

## Населення
Населення — 436 осіб (2010; 419 у 2002).
Національний склад (станом на 2002 рік):
- марі — 100 %